# 郡上八幡旧庁舎記念館
郡上八幡旧庁舎記念館（ぐじょうはちまんきゅうちょうしゃきねんかん）は、岐阜県郡上市にある建築物（近代建築）。

## 概要
1936年（昭和11年）に郡上郡八幡町役場として竣工し、1994年（平成6年）まで現役の町役場として使用された後、現在は郡上市の観光案内所として使用されている。国の登録有形文化財。文化財登録名称は旧八幡町役場庁舎（きゅうはちまんちょうやくばちょうしゃ）。

## 歴史
1882年（明治15年）にはこの場所に製糸業の開祥社が開業したが、1922年（大正11年）には郡上郡八幡町役場の旧庁舎が建てられた。1936年（昭和11年）には同一敷地内に洋風建築の八幡町役場新庁舎が竣工した。1階が八幡町の政執務関係に、2階が八幡町の議会関係に使用されていた。
1994年（平成6年）まで八幡町役場本庁舎として使用され、同年に八幡町役場が新築移転した。1998年（平成10年）9月2日には登録有形文化財に登録された。八幡町は旧庁舎を保存することを決定し、1998年（平成10年）9月から改修整備にとりかかると、1999年（平成11年）7月10日に観光案内所の郡上八幡旧庁舎記念館が開館した。なお、館名は公募によるものである。合併後は郡上市の観光案内所となっている。

## 建築
郡上八幡市街地のほぼ中心に位置し、吉田川にかかる新橋の左岸（南側）に位置する。建物前の広場は郡上八幡のシンボル的空間であり、郡上踊りの中心的な場所となっている。
正面と南側の2か所に玄関ポーチが配されている。屋根の小屋組には当時の最新技術であったトラス工法が用いられている。

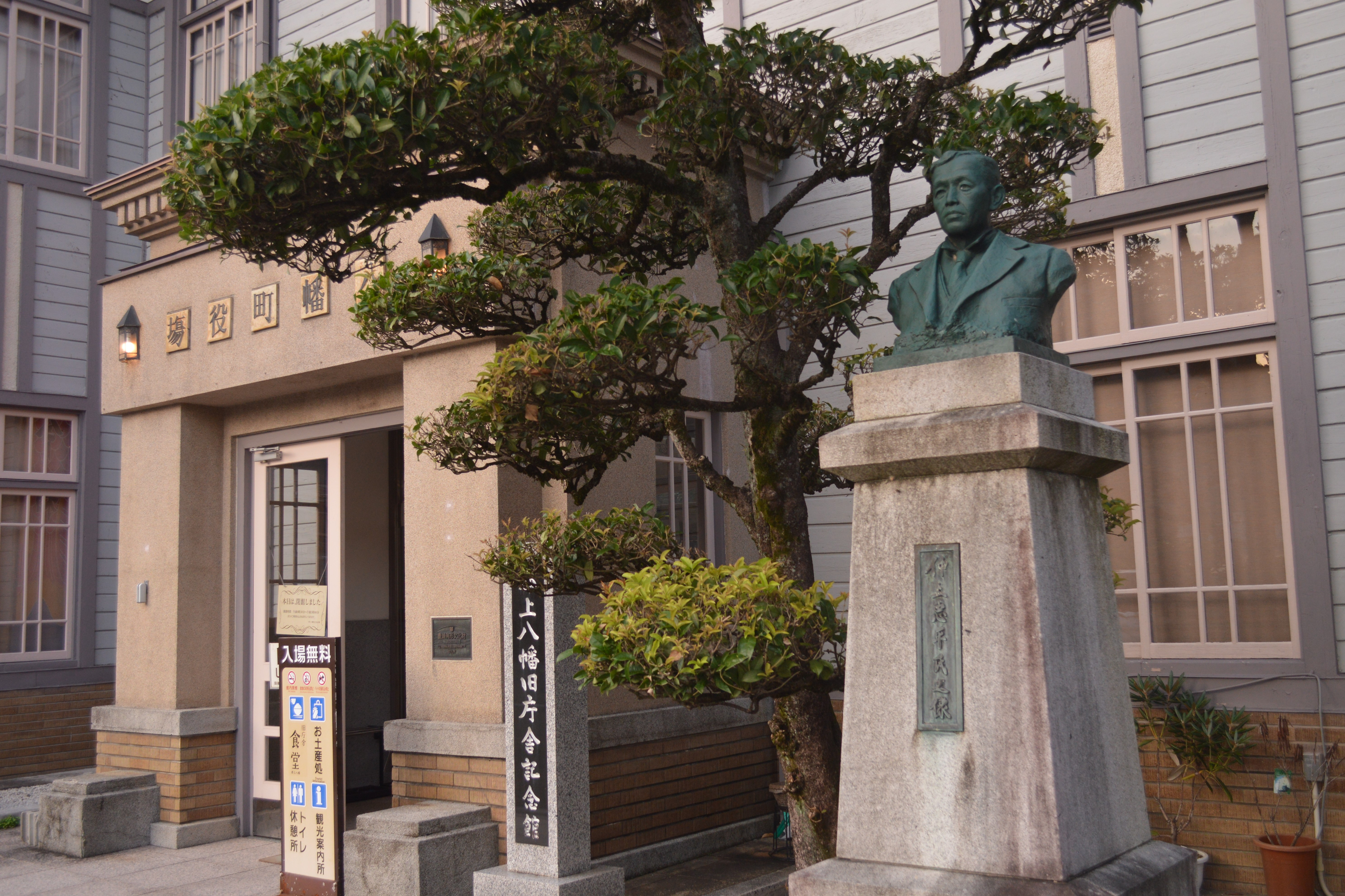
八幡町長を務めた仲上忠平の銅像

## 施設
1階
- 観光案内カウンター
- お土産販売コーナー
- 軽食コーナー（旧庁舎食堂）
- 無料休憩所（吉田川サロン）

2階
- かわさきホール（大会議室）
- 会議室

## 交通アクセス
- 長良川鉄道越美南線 郡上八幡駅から徒歩で約20分。
- 岐阜バス：高速八幡線「城下町プラザ」停留所から徒歩で約5分。
- まめバス「城下町プラザ」停留所から徒歩で約5分。